# Geldropseweg (Eindhoven)
De Geldropseweg is een weg in de stad Eindhoven, beginnend haaks op de Stratumsedijk als verlengde van de Bilderdijklaan, vervolgens lopend richting De Burgh, dan er links omheen en in een rechte lijn naar Geldrop; het Geldropse deel heet Eindhovenseweg. Het Eindhovense deel is ongeveer 2,8 kilometer lang. 

## Eerste deel (Stratumseind - De Burgh)

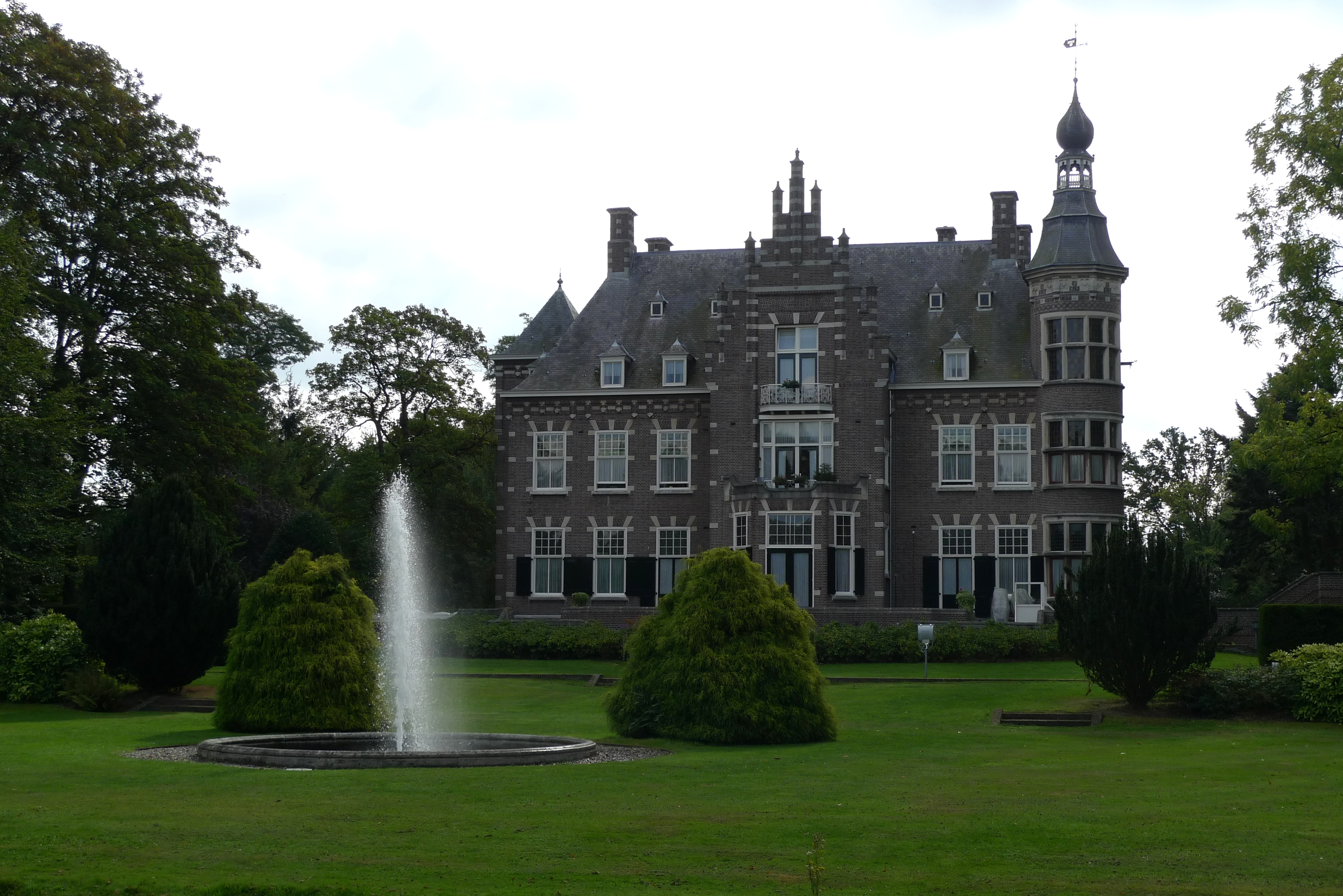
Villa De Burgh, een rijksmonument

Het deel van de Geldropseweg dat de stad met het kasteel De Burgh verbindt komt met de zijstraten Stuiverstraat en Voorterweg al voor op de kaart van Jacob van Deventer van rond 1560.

De bebouwing langs de weg is veelvuldig veranderd.
Op de hoek met de huidige Vestdijk werd in 1908 villa Jamez gebouwd.  Die sneuvelde voor het doortrekken van de Vestdijk in de vorm van de Hertogstraat (1928), waarna op de hoek een hotel werd gebouwd, dat na verbouwingen en naamswijzigingen nog steeds bestaat.
Ongeveer schuin hiertegenover was vanaf 1866 een eeuw lang de textielfabriek van Robert von der Nahmer gevestigd, later Eindhovense Wollenstoffenfabriek (EWOFA) geheten.

De weg werd volgebouwd met kleine woonhuizen en winkeltjes.  Die zijn in de loop der jaren bijna allemaal vervangen door naoorlogse nieuwbouw, flats, winkels en kantoren, waarbij de weg tevens verbreed werd.

De paar overgebleven kleine oude panden, vaak slecht onderhouden, vallen uit de toon tussen hun buren.
In een zijstraat aan de zuidzijde fabriceerde vanaf 1930 Van Doorne's Machinefabriek, het latere DAF,

aanhangwagens en opleggers.  In 1937-1939 werd hier de wijk Tuindorp aangelegd (het Witte Dorp).

## Tweede deel (De Burgh - Geldrop)
In 1850 werd de weg doorgetrokken, om het kasteel heen en dan recht naar Geldrop, in antwoord op het toenemende verkeer in het snel industrialiserende gebied.
Ook het Eindhovens Kanaal (1845-1847) en de Tongelresestraat (rond 1870) zijn hier het gevolg van.
Aanvankelijk werd ook langs dit deel van de weg gebouwd; zo waren er cafés met de namen Halfweg en Modern.

In de vijftiger jaren werd het gebied aan de noordzijde geruimd om industrieterrein te worden.
DAF produceert hier sinds 1950 vrachtauto's.
Sindsdien worden er langs dit deel van de weg geen nieuwe huizen meer gebouwd, en zijn veel van de bestaande huizen gesloopt, zoals ook café Halfweg.

## Architectuur
Geldropseweg 36, 146, 158 en 164 zijn, als deel van het door W. Dudok ontworpen Witte Dorp, rijksmonumenten.
Ze grenzen aan het terrein van Villa de Burgh, die met bijhorende tuinmanswoning ontworpen is door J.Th.J. Cuypers en in 1912 gebouwd op de plaats van het daarvoor gesloopte middeleeuwse kasteel met dezelfde naam.

## Winkels
Het eerste deel van de straat is een winkelstraat met veel zelfstandige winkeliers en twee supermarkten.
Het verloop is tamelijk groot.  Besloten is om de straat verkeersluw te maken in de hoop de aantrekkelijkheid als winkelstraat te vergroten.